# شهرستان هویلی
شهرستان هویلی (به لاتین: Huili County) یک منطقهٔ مسکونی در چین است که در لیانگشان یای واقع شده‌است. شهرستان هویلی ۴٬۵۲۷ کیلومتر مربع مساحت و ۴۴۰٬۰۰۰ نفر جمعیت دارد و ۱٬۸۰۲ متر بالاتر از سطح دریا واقع شده‌است.